# Río Moquegua
Der Río Moquegua ist ein 80 km langer Zufluss des Pazifischen Ozeans im Süden von Peru in den Provinzen Mariscal Nieto und Ilo der Region Moquegua. Im Mittel- und Unterlauf trägt der Fluss auch die Namen Río Osmore und Río Ilo.

## Flusslauf
Der Río Moquegua entsteht am nördlichen Stadtrand von Moquegua auf einer Höhe von etwa 1330 m am Zusammenfluss von Río Huaracane (rechts) und Río Torata (links). Diese haben ihr Quellgebiet in der peruanischen Westkordillere auf Höhen von 4800 m. Einschließlich des Quellflusses Rio Torata beträgt die Gesamtflusslänge 150 km. Der Río Moquegua fließt auf seiner gesamten Länge in überwiegend südsüdwestlicher Richtung. Nach 2 Kilometern trifft der Río Tumilaca von links auf den Fluss. Anschließend durchquert der Fluss die wüstenhafte Küstenregion Perus. Auf den ersten 22 Kilometern ist das Flusstal mehrere Hundert Meter breit, so dass dort bewässerte Landwirtschaft betrieben wird. Die Panamericana (1S) verläuft auf diesem Abschnitt entlang dem Fluss. Später verläuft der Río Moquegua auf einer Strecke von etwa 40 Kilometern in einer engen Schlucht, bevor sich das Flusstal wieder etwas weitet und erneut bewässerte Anbauflächen den Fluss säumen. Auf den letzten 12 Kilometern wendet sich der Río Moquegua nach Westen und mündet schließlich am nördlichen Stadtrand von Ilo in den Pazifischen Ozean.

## Einzugsgebiet
Das Einzugsgebiet umfasst 3480 km². Im Norden grenzt es an das des Río Tambo, im Süden an das des Río Locumba.